# Adité
Adité také Adita (starořecky: Ἀδίτη – Adité) je v řecké mytologii dcera líbyjského krále Danaa a jeho manželky Pieríe.
Adité byla jedna z padesáti dcer líbyjského krále Danna, o které se ucházelo padesát synů jejího strýce Aigypta, který vládl v sousedním Egyptě. Danaos se svatbou nesouhlasil a proto mu jeho bratr Aigyptos vyhlásil válku a nakonec byl i poražen. Danaos odešel s dcerami do Argu ale Aigyptos se se svými syny za ním vypravil a nakonec jej donutil k sňatku.
Adité si za manžela vybrala Menalka, kterého Aigyptos počal s Gorgó. Nesmířený Danaos však poručil svým dcerám aby své manžely během svatební noci zavraždili. Mimo nejmladší Hyperméstry otcův příkaz dodržely všechny a po smrti si v podsvětí vysloužily od bohů věčný trest nalévat vodu do děravého džbánu.